# トゥ・ヘル・ウィズ・ザ・デヴィル
『トゥ・ヘル・ウィズ・ザ・デヴィル』（To Hell with the Devil）は、アメリカ合衆国のヘヴィメタル・バンド、ストライパーが1986年に発表したスタジオ・アルバム。

## 背景
オリジナル・ベーシストのティム・ゲインズは、本作のリリース前にバンドを一時的に脱退しており、本作のレコーディングではブラッド・コブがベースを弾いた。収録曲「モア・ザン・ア・マン」のリフは、UFOの曲「Lights Out」から影響を受けている。

## 反響・評価
アメリカでは1987年2月7日付のBillboard 200で最高32位を記録して、バンド初の全米トップ40アルバムとなり、1988年1月にはRIAAによりプラチナ・ディスクの認定を受けた。本作からのシングル「オネストリー」はBillboard Hot 100で23位に達し、バンド唯一の全米トップ40シングルとなった。
スウェーデンでは1986年11月19日付のアルバム・チャートで43位となり、同国において初のトップ60入りを果たした。一方、日本のオリコンLPチャートでは、ストライパーのアルバム（EPも含む）としては初めてトップ100入りを逃す結果となった。
大野奈鷹美は『BURRN!』1986年12月号のレヴューで100点満点中89点を付け「ストライパーについては、そのイメージと信条故に、確かに素直に受け入れられない部分がある。しかし、だからといって、彼らの類い稀なるソングライティングの才能を無視するわけにはいかない」と評している。また、アレックス・ヘンダーソンはオールミュージックにおいて5点満点中4点を付け「クリスチャンのミュージシャンの多くが、世俗的なマーケットでは受け入れられなかった中、ストライパーは『トゥ・ヘル・ウィズ・ザ・デヴィル』で、むしろ非クリスチャンの聴衆の目を引いた」「特に"The Way"、"Sing-Along Song"、"More Than a Man"、そしてインパクトの強いタイトル曲が、自信と霊感に満ちている」と評している。

## 収録曲
特記なき楽曲はマイケル・スウィート作。
1. ストライパー序曲 - "Abyss (To Hell with the Devil)" - 1:20
2. トゥ・ヘル・ウィズ・ザ・デヴィル - "To Hell with the Devil" (Michael Sweet, Robert Sweet) - 4:08
3. コーリング・オン・ユー - "Calling on You" - 3:59
4. フリー - "Free" (M. Sweet, R. Sweet) - 3:44
5. オネストリー - "Honestly" - 4:10
6. ザ・ウェイ - "The Way" (Oz Fox) - 3:36
7. シング・アロング・ソング - "Sing-Along Song" - 4:21
8. ホールディング・オン - "Holding On" - 4:16
9. ロッキン・ザ・ワールド - "Rockin' the World" - 3:30
10. オール・オブ・ミー - "All of Me" - 3:11
11. モア・ザン・ア・マン - "More Than a Man" - 4:34

## 参加ミュージシャン
- マイケル・スウィート - ボーカル、リードギター、リズムギター、アコースティック・ギター
- オズ・フォックス - リードギター、リズムギター、バッキング・ボーカル
- ティム・ゲインズ - ベース
- ロバート・スウィート - ドラムス

アディショナル・ミュージシャン
- ジョン・ヴァン・トングレン - キーボード
- ブラッド・コブ - アディショナル・ベース